# Otto von Münchhausen (Landrat, 1802)
Otto Freiherr von Münchhausen (* 29. Oktober 1802 in Donndorf; † 15. März 1869 in Cölleda) war preußischer Landrat des Kreises Eckartsberga und Rittergutsbesitzer.
Münchhausen entstammte dem Adelsgeschlecht von Münchhausen und zwar aus der Linie Steinburg. Sein Vater war der Justizrat und Assessor am Bremen-Verdenschen Hofgericht, Herr auf Steinburg, Bettensen und Tauhardt, Philipp Adolf Friedrich von Münchhausen. Die Mutter war Antoinette Charlotte Henninga von Rumohr. Er heiratete 1834 Auguste Julie Bertha von Münchhausen, die Tochter des Herren auf Remeringhausen und Oberforstmeisters vei der Regierung in Merseburg, Friedrich August Carl von Münchhausen.
Otto von Münchhausen war Herr auf Steinburg und Bettensen. 1839 wurde er Nachfolger des preußischen Landrates Ludwig von Helmolt. Dieses Amt übte er bis zu seinem Tode 1869 aus. Er gehörte dem Provinziallandtag der Provinz Sachsen an und war dort Vizelandmarschall. 1847 war er Teilnehmer am Vereinigten Landtag. 1849 bis 1852 gehörte er der II. Preußischen Kammer an. 1850 war er Mitglied im Volkshaus des Erfurter Unionsparlaments.